# Escuela Técnica Superior de Ingenieros Industriales de Madrid

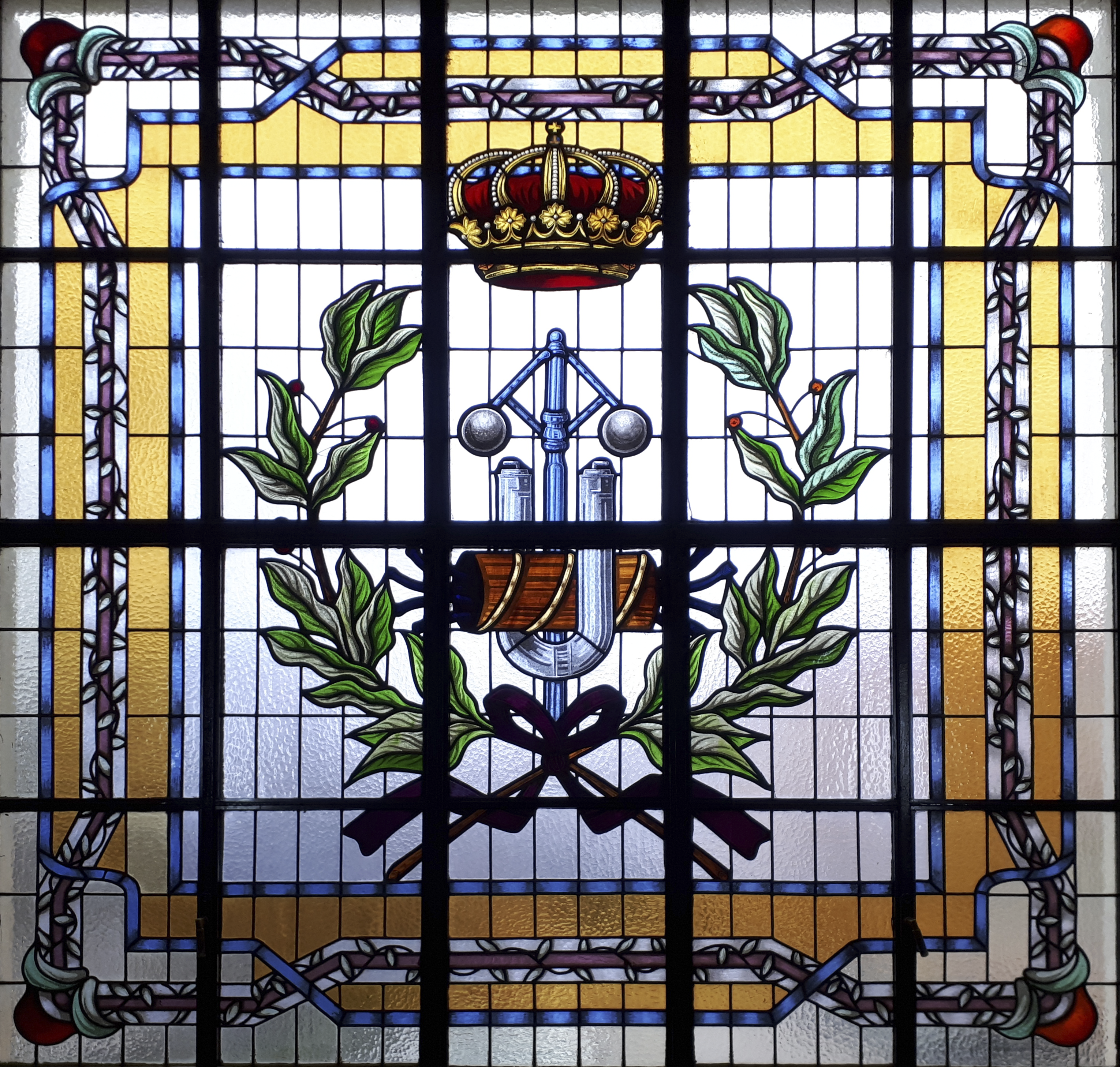
Logo.

L'Escuela Técnica Superior de Ingenieros Industriales de Madrid - ETSII Madrid (École technique supérieure d'ingénierie industrielle de Madrid) ou ETSI Industriales Madrid est une école d'ingénieurs intégrée à l'Universidad Politécnica de Madrid (Université Polytechnique de Madrid). Actuellement, l'École possède depuis 2010 l'acréditation ABET (Accreditation Board for Engineering and Technology)  grâce à une grande qualité d'enseignement. Depuis 2006, selon le Ranking de ''Le Monde'', l'école est considérée comme la meilleure d'Espagne dans le domaine de l'ingénierie notamment dans le secteur industriel.

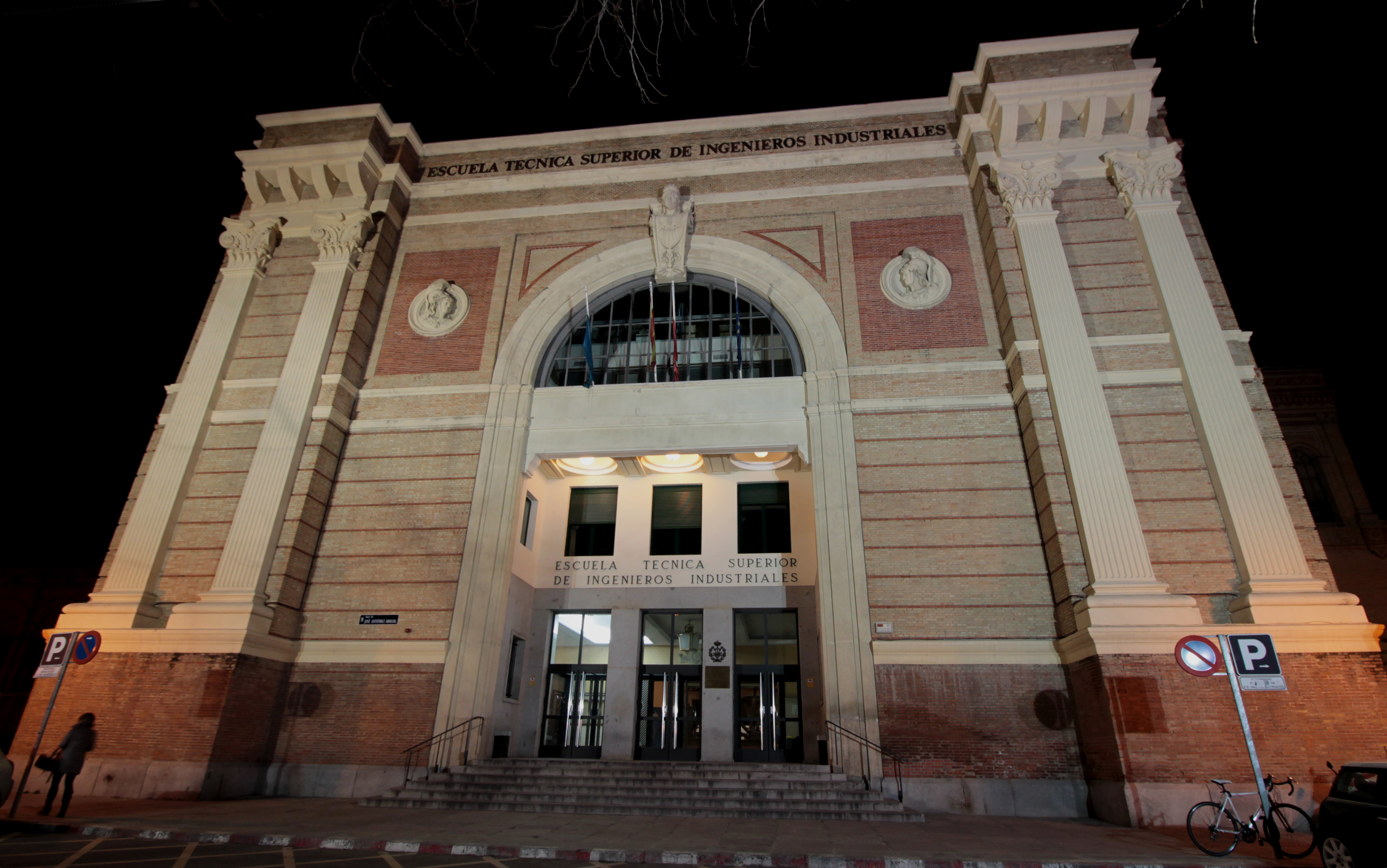
Siège.

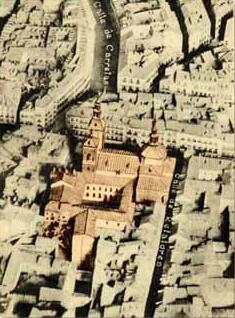
Real Instituto Industrial

## Histoire
Le 4 septembre 1845, le ministre du Commerce, Seijas Lozano, présente à la reine Elizabeth II d'Espagne un projet de décret pour la création d'une formation d'ingénieurs en mécanique et chimie. Les cours seraient suivis dans l'école centrale du Real Instituto Industrial (Institut royal industriel), créé à cet effet, sur le modèle de l'École centrale de Paris. Des problèmes budgétaires apparurent après une vingtaine d'années de pratiques.
L'École rouvre sur de nouvelles bases en 1901, par décret du ministre de l'Instruction publique don Alvaro de Figueroa, comte de Romanones. Les cours sont donnés dans un bâtiment rue Fuencarral, et dans l'immeuble du "Collège de Sordomudos" à la fin du Paseo de la Castellana. 
En 1907, l'électricité s'ajoute aux spécialités de mécanique et chimie.
En 1971, l'école est intégrée dans l'Université de Madrid.

## Études
L'ETSII Madrid forme en 6 ans (4 ans diplôme + 2 ans master) des ingénieurs selon un large spectre de spécialisations dans divers domaines technologiques : génie énergétique, génie électrique, électronique, automatique, conception et production industrielle, génie civil, mécanique, matériaux, génie chimique et environnement, génie industriel. 

## Coopérations européennes
L'ETSII Madrid participe à des coopérations européennes de recherche, d'échanges d'étudiants et de double diplômes, en particulier dans le cadre du réseau TIME (Top Industrial Managers for Europe).